# Округ Окони (Јужна Каролина)
Окони (енгл. Oconee County) је округ у америчкој савезној држави Јужна Каролина. По попису из 2010. године број становника је 74.273.

## Демографија
Према попису становништва из 2010. у округу је живело 74.273 становника, што је 8.058 (12,2%) становника више него 2000. године.
| Група             | 2000.          | 2010.          |
| Белци             | 58.259 (88,0%) | 63.807 (85,9%) |
| Афроамериканци    | 5.550 (8,4%)   | 5.613 (7,6%)   |
| Азијати           | 235 (0,4%)     | 436 (0,6%)     |
| Хиспаноамериканци | 1.562 (2,4%)   | 3.349 (4,5%)   |
| Укупно            | 66.215         | 74.273         |